# John Michael Graham
John Michael Graham es un actor estadounidense, reconocido por su participación en la película de 1978 Halloween de John Carpenter, interpretando a Bob Simms, el novio del personaje interpretado por P. J. Soles. Graham también actuó en la reconocida película Grease y en varios comerciales en la década de 1970. Ha trabajado para Disney desde 1989. En 2001, Graham escribió, produjo y actuó en la obra "Murder's a Drag!".

## Filmografía
- Grease (1978) - Bailarín (no acreditado)
- Halloween (1978) - Bob Simms